# La Croix-sur-Gartempe
Pour les articles homonymes, voir Croix (homonymie).
La Croix-sur-Gartempe est une commune française située dans le département de la Haute-Vienne, en région Nouvelle-Aquitaine.

## Géographie

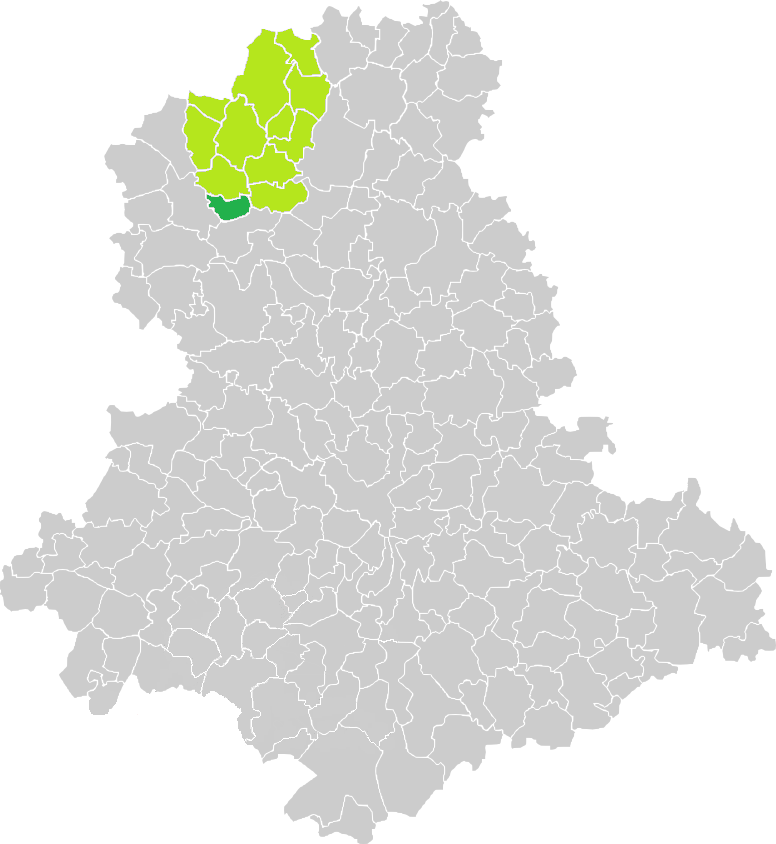
Situation de la commune de La Croix-sur-Gartempe en Haute-Vienne.

Le territoire communal est arrosé par la rivière Gartempe.
|                        | Saint-Sornin-la-Marche |                         |
| Saint-Bonnet-de-Bellac | La Croix-sur-Gartempe  | Saint-Ouen-sur-Gartempe |
|                        | Peyrat-de-Bellac       |                         |

### Climat
Pour des articles plus généraux, voir Climat de la Nouvelle-Aquitaine et Climat de la Haute-Vienne.
Historiquement, la commune est exposée à un climat océanique limousin.  
En 2020, Météo-France publie une typologie des climats de la France métropolitaine dans laquelle la commune est exposée à un climat océanique altéré et est dans la région climatique  Poitou-Charentes, caractérisée par un bon ensoleillement, particulièrement en été et des vents modérés.
Pour la période 1971-2000, la température annuelle moyenne est de 11,3 °C, avec une amplitude thermique annuelle de 15 °C. Le cumul annuel moyen de précipitations est de 908 mm, avec 13 jours de précipitations en janvier et 7,4 jours en juillet. Pour la période 1991-2020, la température moyenne annuelle observée sur la station météorologique la plus proche, située sur la commune du Dorat à 9 km à vol d'oiseau, est de 12,0 °C et le cumul annuel moyen de précipitations est de 912,7 mm,. Pour l'avenir, les paramètres climatiques de la commune estimés pour 2050 selon différents scénarios d’émission de gaz à effet de serre sont consultables sur un site dédié publié par Météo-France en novembre 2022.

## Urbanisme

### Typologie
Au 1er janvier 2024, La Croix-sur-Gartempe est catégorisée commune rurale à habitat très dispersé, selon la nouvelle grille communale de densité à sept niveaux définie par l'Insee en 2022.
Elle est située hors unité urbaine. Par ailleurs la commune fait partie de l'aire d'attraction de Bellac, dont elle est une commune de la couronne,. Cette aire, qui regroupe 11 communes, est catégorisée dans les aires de moins de 50 000 habitants,.

### Occupation des sols
L'occupation des sols de la commune, telle qu'elle ressort de la base de données européenne d’occupation biophysique des sols Corine Land Cover (CLC), est marquée par l'importance des territoires agricoles (92,6 % en 2018), une proportion sensiblement équivalente à celle de 1990 (92,4 %). La répartition détaillée en 2018 est la suivante : 
prairies (77,1 %), zones agricoles hétérogènes (15,4 %), forêts (7,4 %). L'évolution de l’occupation des sols de la commune et de ses infrastructures peut être observée sur les différentes représentations cartographiques du territoire : la carte de Cassini (XVIIIe siècle), la carte d'état-major (1820-1866) et les cartes ou photos aériennes de l'IGN pour la période actuelle (1950 à aujourd'hui).

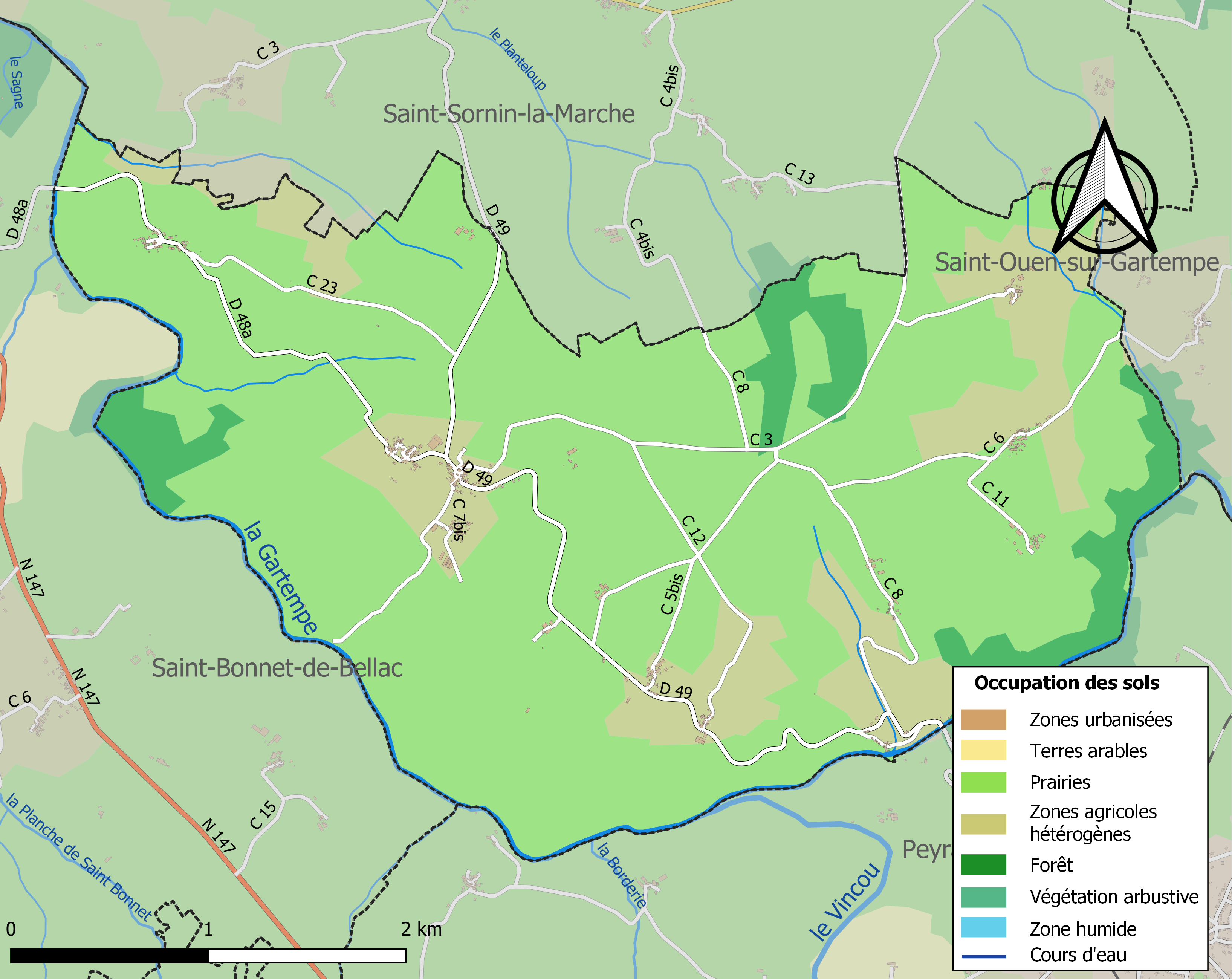
Carte des infrastructures et de l'occupation des sols de la commune en 2018 (CLC).

### Risques majeurs
Le territoire de la commune de La Croix-sur-Gartempe est vulnérable à différents aléas naturels : météorologiques (tempête, orage, neige, grand froid, canicule ou sécheresse), inondations et séisme (sismicité faible). Il est également exposé à deux risques technologiques,  le transport de matières dangereuses et la rupture d'un barrage, et à un risque particulier : le risque de radon. Un site publié par le BRGM permet d'évaluer simplement et rapidement les risques d'un bien localisé soit par son adresse soit par le numéro de sa parcelle.

#### Risques naturels
Certaines parties du territoire communal sont susceptibles d’être affectées par le risque d’inondation par débordement de cours d'eau, notamment la Gartempe. La commune a été reconnue en état de catastrophe naturelle au titre des dommages causés par les inondations et coulées de boue survenues en 1982 et 1999,. Le risque inondation est pris en compte dans l'aménagement du territoire de la commune par le biais du plan de prévention des risques inondation (PPRI) de la « Vincou/Gartempe », approuvé le 12 octobre 2007.

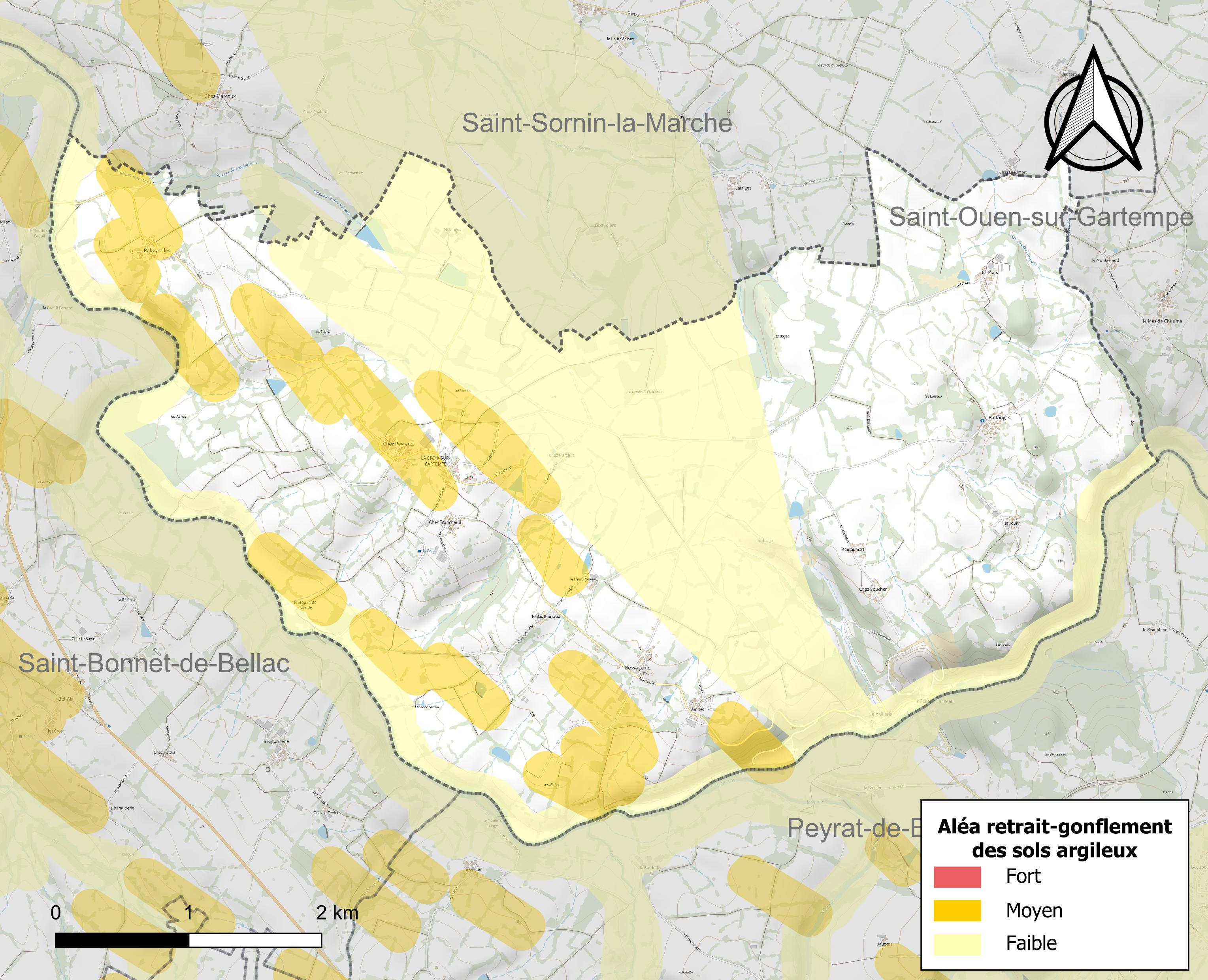
Carte des zones d'aléa retrait-gonflement des sols argileux de La Croix-sur-Gartempe.

Le retrait-gonflement des sols argileux est susceptible d'engendrer des dommages importants aux bâtiments en cas d’alternance de périodes de sécheresse et de pluie. 14,8 % de la superficie communale est en aléa moyen ou fort (27 % au niveau départemental et 48,5 % au niveau national métropolitain). Depuis le 1er octobre 2020, en application de la loi ÉLAN, différentes contraintes s'imposent aux vendeurs, maîtres d'ouvrages ou constructeurs de biens situés dans une zone classée en aléa moyen ou fort,.
La commune a été reconnue en état de catastrophe naturelle au titre des dommages causés par des mouvements de terrain en 1999.

#### Risque technologique
La commune est en outre située en aval du barrage de Saint-Pardoux, un ouvrage de classe A présentant une hauteur d’eau maximale de 56,7 m et une capacité totale de retenue de 57,8 millions de m3. Le PPI a été approuvé le 3 décembre 2008. À ce titre elle est susceptible d’être touchée par l’onde de submersion consécutive à la rupture de cet ouvrage.

#### Risque particulier
Dans plusieurs parties du territoire national, le radon, accumulé dans certains logements ou autres locaux, peut constituer une source significative d’exposition de la population aux rayonnements ionisants. Selon la classification de 2018, la commune de La Croix-sur-Gartempe est classée en zone 3, à savoir zone à potentiel radon significatif.

## Histoire
La Croix est renommée La Croix-sur-Gartempe en 1919.
Jean-Baptiste Maurat Ballange est un homme politique français né à La Croix le 13 mars 1796. Avocat à Bellac et conseiller général de la Haute-Vienne, il est élu député en 1839 et sera réélu successivement jusqu'en 1848. Il fut également préfet de la Haute-Vienne. Son fils Frédéric épousa la fille du ministre Charles Gilbert Tourret. Jean-Baptiste Maurat Ballange est décédé à Bellac le 24 juin 1868.

## Politique et administration

### Liste des maires
| Période                                  | Période    | Identité              | Étiquette | Qualité |
| ---------------------------------------- | ---------- | --------------------- | --------- | ------- |
| 2020                                     | En cours   | Alain Pailler         |           |         |
| mars 2008                                | 2020       | Jean-Michel Propin    |           |         |
| mars 2001                                | mars 2008  | Christiane Leitierre  |           |         |
| 01/03/1908                               | 08/07/1917 | Jean-Baptiste Serrier |           |         |
| Les données manquantes sont à compléter. |            |                       |           |         |

## Démographie
L'évolution du nombre d'habitants est connue à travers les recensements de la population effectués dans la commune depuis 1793. Pour les communes de moins de 10 000 habitants, une enquête de recensement portant sur toute la population est réalisée tous les cinq ans, les populations de référence des années intermédiaires étant quant à elles estimées par interpolation ou extrapolation. Pour la commune, le premier recensement exhaustif entrant dans le cadre du nouveau dispositif a été réalisé en 2006.

En 2022, la commune comptait 163 habitants, en évolution de −14,21 % par rapport à 2016 (Haute-Vienne : −0,68 %, France hors Mayotte : +2,11 %).
| 1793 | 1800 | 1806 | 1821 | 1831 | 1836 | 1841 | 1846 | 1851 |
| ---- | ---- | ---- | ---- | ---- | ---- | ---- | ---- | ---- |
| 900  | 929  | 785  | 948  | 875  | 895  | 901  | 865  | 896  |

| 1856 | 1861 | 1866 | 1872 | 1876 | 1881 | 1886 | 1891 | 1896 |
| ---- | ---- | ---- | ---- | ---- | ---- | ---- | ---- | ---- |
| 827  | 814  | 786  | 752  | 760  | 753  | 762  | 728  | 700  |

| 1901 | 1906 | 1911 | 1921 | 1926 | 1931 | 1936 | 1946 | 1954 |
| ---- | ---- | ---- | ---- | ---- | ---- | ---- | ---- | ---- |
| 647  | 603  | 556  | 450  | 402  | 433  | 402  | 338  | 315  |

| 1962 | 1968 | 1975 | 1982 | 1990 | 1999 | 2006 | 2011 | 2016 |
| ---- | ---- | ---- | ---- | ---- | ---- | ---- | ---- | ---- |
| 331  | 274  | 221  | 189  | 204  | 186  | 177  | 189  | 190  |

| 2021 | 2022 | - | - | - | - | - | - | - |
| ---- | ---- | - | - | - | - | - | - | - |
| 169  | 163  | - | - | - | - | - | - | - |

## Lieux et monuments
- Église de la Sainte-Croix de La Croix-sur-Gartempe.
- La commune compte au moins trois dolmens préhistoriques.

Les deux Dolmens du Toury et le Dolmen de Montaumar, dit aussi dolmen de Chez Boucher, qui peut être rattaché à la culture d'Artenac. Après une fouille de sauvetage, ce dernier a été détruit lors de l'extension d'une carrière...

## Pour approfondir